# Luigi Motta
Pour les articles homonymes, voir Motta.
Luigi Motta, né le 11 juillet 1881 à Bussolengo et mort le 18 décembre 1955  à Milan, est un écrivain italien de la première moitié du XXe siècle, auteur de nombreux romans d'aventure et de science-fiction.

## Œuvres

### Œuvres en italien
- I drammi dell'Africa Australe (1901)
- I flagellatori dell'Oceano/ I corsaro di Ceylon, A. Donath, Genova,  (1901)
- I Abbandonati del Galveston, G Celli, Milano, (1902),
- Il raggio naufragatore (1903),
- Il raja di Koringa (1903); ristampa: Il trionfo di un impero, Fratelli Fabbri Editori, 124 p., 1970,
- I misteri del mare indiano (1904),
- L'onda turbinosa, illustrati da Gennaro Amato, coll. « Romanzi d'Avventure per la Gioventù », Fratelli Treves Editori, Milano, (1908),
- Gli esploratori degli abissi (1909),
- Il dominatore della Malesia, illustrati da Gennaro Amato, coll. « Romanzi d'Avventure per la Gioventù », Fratelli Treves Editori, Milano, (1909); ristampa: Bemporad, 1921
- La principessa delle rose, illustrati da Gennaro Amato,coll. « Romanzi d'Avventure per la Gioventù », Fratelli Treves Editori, Milano, (1911),
- L'Occidente d'oro-Avventure fra i pelle-Rosse del Canadà, illustrati da Gennaro Amato, coll. « Romanzi d'Avventure per la Gioventù », Fratelli Treves Editori, Milano, (1911),
- Il Tunnel Sottomarino, illustrati da Gennaro Amato,coll. « Romanzi d'Avventure per la Gioventù », Fratelli Treves Editori, Milano, 402 p., (1912); ristampa: 1914; ristampa: Casa Editrice Sonzogno, Milano, 192 p., 1927; ristampa: coll. « delle opere di Luigi Motta », Edizioni OLM-SADEL, Milano, 214 p., 1935; ristampa: 1936
- Fiamme sul Bosforo, illustrati da Gennaro Amato, coll. « Romanzi d'Avventure per la Gioventù », Fratelli Treves Editori, Milano, (1913),
- Il vascello aereo, illustrati da Gennaro Amato, coll. « Romanzi d'Avventure per la Gioventù », Fratelli Treves Editori, Milano, (1913),
- I tesori del Maelstrom, (1919),
- Gli adoratori del fuoco, Bemporad, Firenze, (1921),
- Il Vendicatore di Brahama, (1923),
- Il prosciugamento del Mediterraneo, (1923),
- I devastatori della Polinesia, L'Italica Societa Editrice, (1923),
- L'aeroplano nero (1924),
- Il sommergibile fiammeggiante, (1924),
- I naufragio della Medusa, con Emilio Salgari, Sonzogno, Milano, (1926),
- La Nave del Mistero, De Fornari & C., 200 p., (1933),
- I giganti dell'infinito, (1934),
- La battaglia dei ciclopi, (1935),
- Il demone dell'oceano, (1935),
- Il naufragatore dell'oceano, (1935),
- L'ombra dei mari, (1935),
- L'isola di ferro, (1936),
- I segreto dei re Bassutos, (1936),
- L'impero della Ramavala, (1937),
- L'aero infernale, (1939),
- Quando si fermò la Terra, (1951),
- I predoni dell'oceano verde, SAS Editrice, coll. "La Trecentocinquenta", no 27, Torino, (1954),
- La Tigre della Malesia, Viglongo, 237 p., (1961),
- La Gloria di Yanez, illustrati da Fabio Fabbi, Viglongo, 276 p., (1964),

### Traductions françaises[2]
Librairie Delagrave :
- Le Dominateur de la Malaisie (1911, trad. de Il dominatore della Malesia, Milan, Treves, 1909)
- L’Eau tournoyante (1913, trad. de L'onda turbinosa, 1908)
- Des flammes sur le Bosphore (1915, trad. de Fiamme sul Bosforo, 1913)
- La Princesse des roses (1918, trad. de La principessa delle rose, 1911)

Librairie Tallandier :
- L'Océan de feu (1907), préface de Louis Boussenard .
- Le Tunnel sous-marin (1927).
- La Vengeance de Mac Roller (1927). Suite du précédent
- Le Capitaine du Samarang (1927).
- Les Abandonnés du Galveston (1928)

Éditions Ferenczi :
- Les Adorateurs du feu (1928)
- L'Occident d'or  - Le Livre de l'aventure (1929).
- La Vengeance de Brahma - Le Livre de l'aventure n° 23 (1930).

Éditions S.A.I.E. (Societa Azionaria Internazionale Editrice):
- Les pillards de l'océan vert, (I predoni dell'oceano verde, 1954), traduction Anne-Marie Pericoli, coll. « Hardiesse », no 3, Paris, 198 p., 1956
- Le Tigre blanc, traduction Marva Grunfelder, illustrations: Egis, coll. « Hardiesse », no 4, Paris, 232 p., 1956

Éditions ODEJ:
- Tigres du Gange, Collection J (1959). Illustré par Cattenao.